# Panamericano
Panamericano is een gemeente in de Venezolaanse staat Táchira. De gemeente telt 39.700 inwoners. De hoofdplaats is Coloncito.